# Степной, Николай Васильевич
Николай Васильевич Степной до 1919 года носил фамилию Недоносков (13 ноябрь 1890, Саратов — 1961, Ленинград) — советский архитектор,  член Союза архитекторов СССР с 1933 года, брат депутата Государственной думы I созыва от Уральской области В. В. Недоноскова.

## Биография
Родился в купеческой семье. Отец — Василий Васильевич Недоносков (26.02.1855—16.09.1911), мать — Наталья Хрисанфовна, урождённая Сидорова (1856—1937). В 1919 году все жившие в городе Саратове Недоносковы сменили фамилию на Степные.
С 1900 по 1907 годы обучался в Саратовском Александро-Мариинском реальном училище. Вся большая семья Недоносковых (родители воспитывали 4 сыновей — Владимира, Николая, Павла, Бориса и 3 дочерей — Анну, Ольгу и Марию) проживала в собственном доме, расположенном как раз напротив реального училища, известном до сих пор как «Дом Недоноскова».
В 1916 году окончил архитектурный факультет Петроградского института гражданских инженеров Императора Николая I по специальности архитектура и получил звание гражданского инженера. Во время на Первой Мировой войны (1916—1917 годы) работал в армии производителем работ дорожного отряда. В 1917—1918 годах — помощник строителя, главный инженер Управления в Уральске, в 1922—1925 гг. — производитель работ в военно-строительных учреждениях РККА в Вольске, Саратове, Краснодаре, на постройке элеваторов и складов, в 1928—1932 годах — старший архитектор и заведующий архитектурным бюро Саргосстроя в Саратове.
Работы Н. В. Степного (Недоноскова) причисляют к конструктивистскому пласту саратовского архитектурного наследия.
С 1932 года жил и работал в Ленинграде — в Ленжилгражданстрое, Институте растениеводства, Гидропроекте, госинспекции по охране памятников Ленинграда. Находился в Ленинграде во время блокады в годы Великой Отечественной войны.

## Семья
В 1919 все проживавшие в Саратове представители семьи сменили фамилию на Степные.
- Брат — Владимир Васильевич Недоносков (1877—1916) — присяжный поверенный, депутат Государственной думы I созыва от Уральской области[11].
- Сестра — Анна Васильевна (1879—1960), в замужестве Косолапова , муж — Аркадий Аркадьевич Косолапов, компаньён в торговом доме Василия Недоноскова, дочери Татьяна (1907—1985) и Галина (1913—2006).
- Сестра — Ольга Васильевна (1884— ?), в замужестве Морозова, муж — Морозов Владимир Александрович, известный саратовский врач, сын Анатолий (1906—1996).
- Брат — Борис Васильевич Недоносков (Степной) (1886—1938), во время гражданской войны воевал на Туркестанском фронте, жена — Калашникова С.И.
- Сестра — Мария Васильевна (1887— ?), в замужестве Дмитриева, муж — Дмитриев Александр Николаевич, астраханский аптекарь, сын Юрий (1900—1958).
- Брат — Павел Васильевич Недоносков (Степной) (15 января 1889 — 26 марта 1938) — русский офицер, штабс-капитан, участник 1-й Мировой войны[12][13], кавалер многих орденов[14].  2 декабря 1937 года был арестован органами НКВД по обвинению в антисоветской пропаганде и агитации, защите "врага народа" Тухачевского М.Н., осуждён тройкой на 10 лет и умер в тюрьме Саратовского НКВД[15]. П.В. Недоносков был женат на Лидии Сергеевне Степной, урождённой Алексеевой (24.07.1893 - 20.05.1973)[16],  в браке родилась дочь - Наталья Павловна Степная (04.06.1914 - 22.03.2002)[17].

## Реализованные проекты
- Жилые дома в городах Вольске, Балаково, Саратове (1928—1931), в том числе[18]:
  - Жилой дом «Банковец» (1929—1930, Саратов ул. Радищева 23), автор[19][8],
- Кинотеатр «Темп» (1931, Саратов площадь Орджоникидзе), автор[20][8],
- Саратовский цирк (1930—1931, площадь Кирова), член авторского коллектива[21][8][22],
- Цирк (Сталинград, 1932), автор[23][нет в источнике],
- Институт по борьбе с засухой (1929—1930, Саратов ул. Тулайкова 7, далее называется НИИ СХ ЮВ), автор,
- Здание Госбанка в г. Аткарске (1930 г.), автор,
- Театр в Уральске (1936 г.), автор,
- Посёлки, клубы, жилые дома в Ленинградской области (1937—1953), автор и руководитель группы.

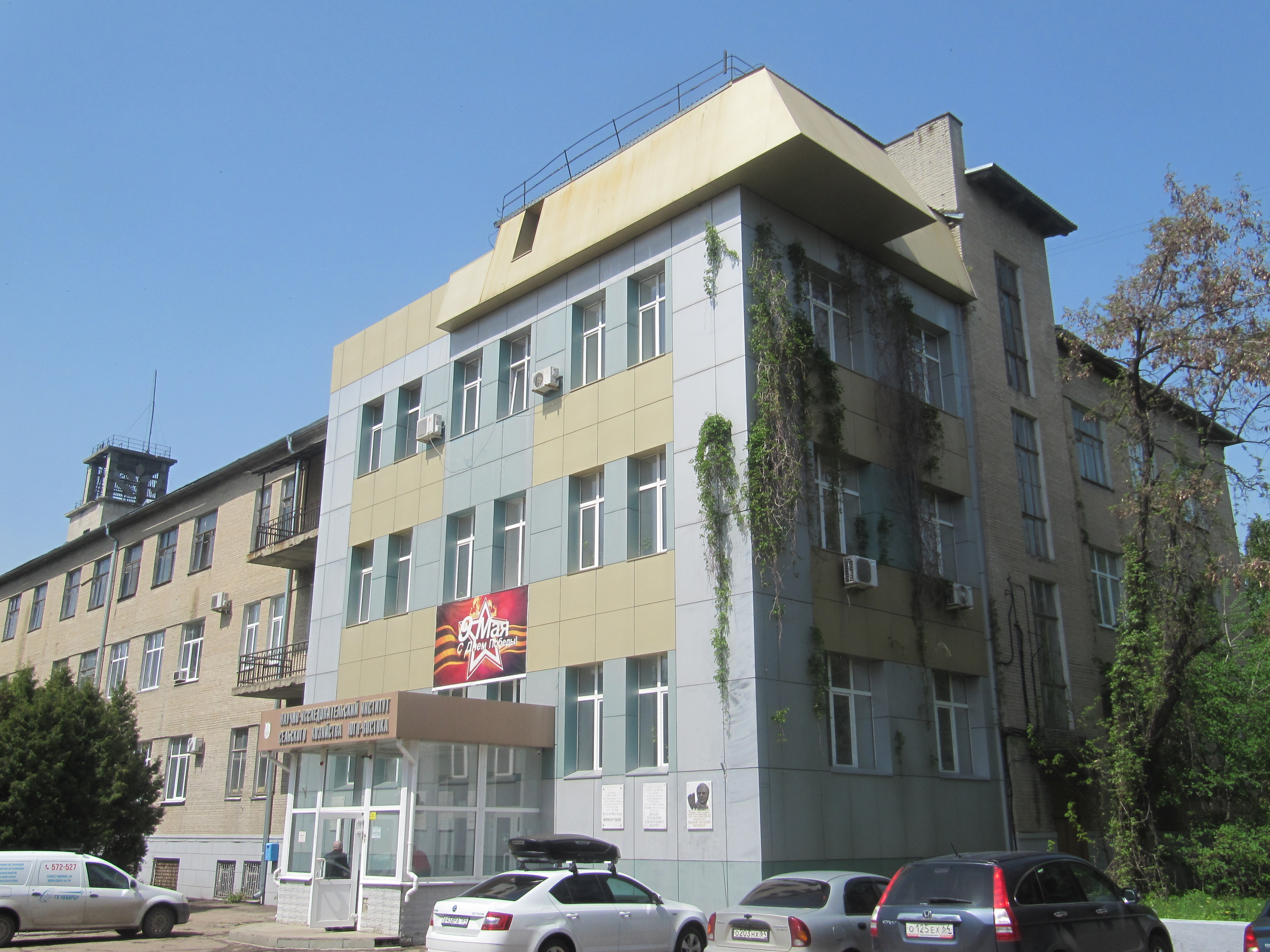
НИИ СХ ЮВ, Саратов
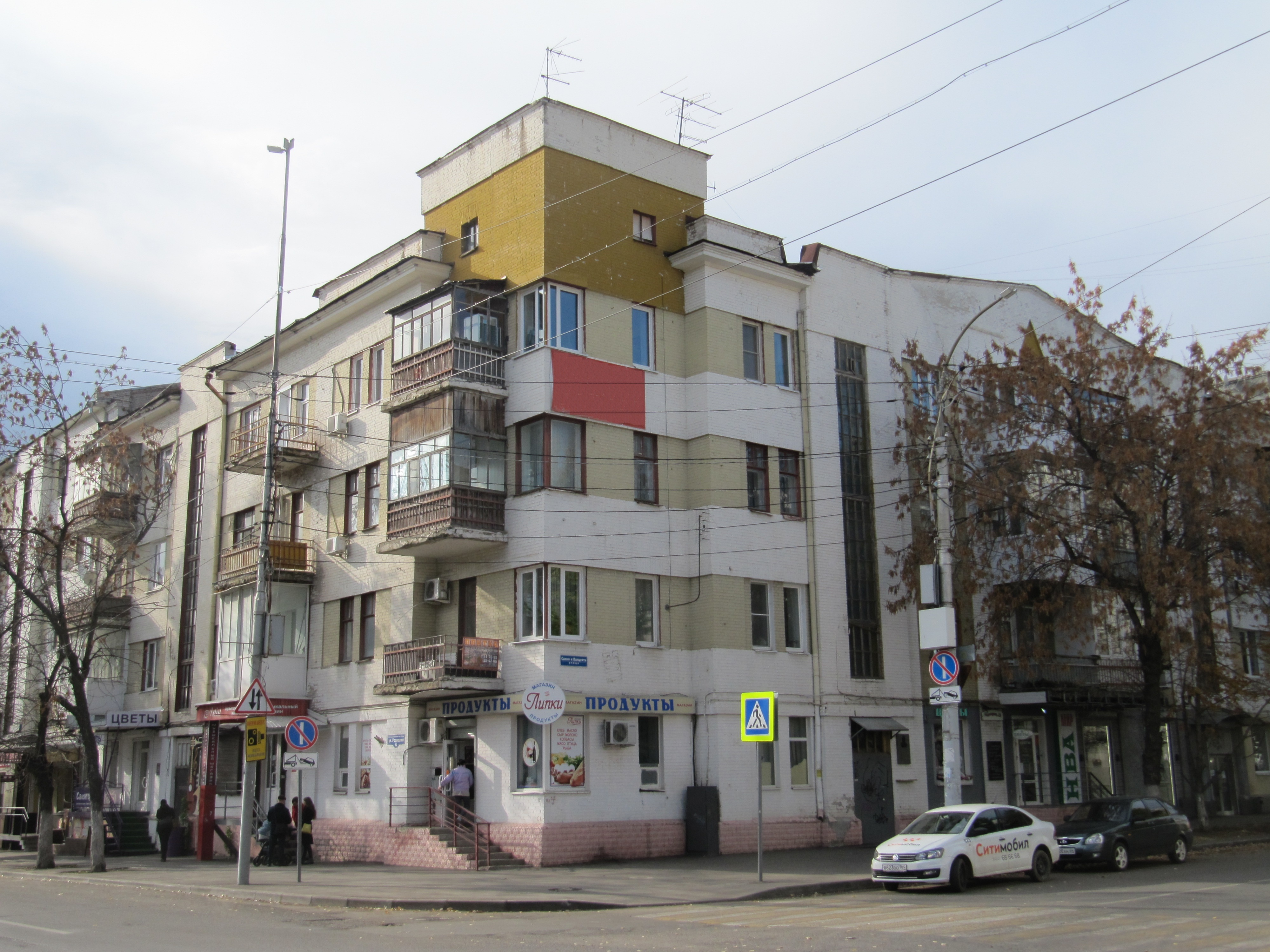
Дом жилой «Банковец», Саратов

## Награды
Награждён медалями «За оборону Ленинграда», «За победу над Германией в Великой Отечественной войне 1941—1945 гг.», «За трудовое отличие».